# Giacomo I Malaspina
Giacomo, o Jacopo, Malaspina (Fosdinovo, 1422-1427 – Massa, 18 maggio 1481) figlio di Antonio Alberico I Malaspina, fu il quinto marchese di Fosdinovo, secondo marchese di Massa e primo signore di Carrara.

## Biografia
Giacomo (Jacopo) Malaspina era il figlio primogenito del marchese di Fosdinovo Antonio Alberico I Malaspina (1398-1445) ed ereditò da questi anche il titolo di marchese di Massa, a cui avrebbe aggiunto anche quello di signore di Carrara dal 1473.
Alla morte dei padre, non venendo applicata nei domìni dei Malaspina la primogenitura, egli assunse le redini del marchesato insieme al secondogenito Lazzaro, essendo gli altri ancora troppo giovani. Nel 1451, quando anche Lazzaro morì, egli assunse la tutela anche dei due giovanissimi nipoti e per un quindicennio esercitò un dominio incontrastato sul  marchesato stesso.
Forte delle espansioni territoriali effettuate dal padre, Giacomo Malaspina ampliò ancora il marchesato di Fosdinovo con l'acquisto da Giacomo Ambrogio Malaspina di Aulla della rocca e del centro di Bibola (24 settembre 1451). Dal 1447 (con la morte di Filippo Maria Visconti, l'ultimo duca visconteo a reggere il Ducato di Milano, che esercitava anche l'ufficio di vicario di Carrara) Giacomo Malaspina si era anche disputato con i Fregoso di Sarzana il vicariato di Carrara, che alla fine era stato assegnato al cugino del doge di Genova, Spinetta Fregoso (15 giugno 1448). Dopo più di vent'anni di reggenza, ad inizio 1467, il rapporto tra Giacomo I Malaspina ed il fratello terzogenito Gabriele Malaspina si incrinò, allorquando quest'ultimo, stabilitosi nei possedimenti veronesi della famiglia, richiese che si addivenisse finalmente ad una formale spartizione dell'eredità del padre. Inoltre, se Giacomo era politicamente vicino agli Sforza di Milano, Gabriele si era invece avvicinato alla Repubblica Fiorentina e appoggiava Ludovico Fregoso nella lotta contro il duca di Milano Galeazzo Maria Sforza. 
Così, sul finire dell'anno 1467, si arrivò ad una nuova suddivisione dei possedimenti che erano appartenuti al padre Antonio Alberico I Malaspina. Tramite un lodo in data 17 novembre 1467, pronunciato da cinque arbitri eletti dai fosdinovesi, e due atti integrativi stipulati l'indomani, si addivenne alla spartizione: Giacomo (Jacopo) teneva per sé il marchesato di Massa e il suo distretto; Gabriele otteneva il marchesato di Fosdinovo e i beni pisani della famiglia, nonché, anche come erede del fratello minore Francesco, da poco deceduto, il marchesato di Olivola e Bibola; il fratello minore Spinetta riceveva i beni veronesi; mentre all'unico figlio sopravvissuto del secondogenito Lazzaro, Leonardo, andava l'ex marchesato di Castel dell'Aquila a Gragnola. Giacomo (Jacopo) I Malaspina fu pertanto il primo tra i Marchesi Malaspina di Fosdinovo a cedere il titolo, restando solamente marchese di Massa, ma riuscendo ad acquisire anche, nel 1473, la signoria delle confinanti Carrara, Avenza (Lavenza) e Moneta tramite un permuta con il legittimo titolare Antoniotto Fregoso.
Gli ultimi anni videro Giacomo condurre una politica di coerente allineamento con gli Sforza di Milano, probabilmente caldeggiata dalla moglie Taddea Pico.
Si deve al volere di quest'ultima, nel 1477, il trasferimento nel Duomo di Massa dedicato a San Francesco dei titoli e dei beni della chiesa extra-urbana di S. Remigio e S. Pancrazio, del soppresso convento di Turano. È in questa circostanza che si ha, per la prima volta, notizia della chiesa madre dell'attuale Diocesi di Massa Carrara-Pontremoli.
Giacomo Malaspina morì, probabilmente a Massa, il 18 maggio 1481.

## Discendenza
Sposò prima del maggio 1456 Taddea Pico, signora di Scaldasole e figlia di Francesco III Pico, con cui ebbe due figli:
- Antonio Alberico II Malaspina (...-1519), terzo marchese di Massa e secondo signore di Carrara (1481-1519)
- Francesco Malaspina (...-23/24 agosto 1484), marchese di Sannazzaro de' Burgondi con Pieve di Albignola, Alagna e Ferrera, signore di Scaldasole, marchese condomino di Massa e consignore di Carrara (1481-1483)[3]

## Ascendenza
|                              |   |                    | Genitori |  |  | Nonni |  |  | Bisnonni             |  |  | Trisnonni             |  |
|                              |   |                    |          |  |  |       |  |  | Galeotto I Malaspina |  |  | Azzolino II Malaspina |  |
|                              |   |                    |          |  |  |       |  |  | Galeotto I Malaspina |  |  | Azzolino II Malaspina |  |
|                              |   | …                  |          |  |  |       |  |  | Galeotto I Malaspina |  |  |                       |  |
| Spinetta II Malaspina        |   |                    |          |  |  |       |  |  | Galeotto I Malaspina |  |  |                       |  |
|                              |   | Argentina Grimaldi | …        |  |  |       |  |  |                      |  |  |                       |  |
|                              |   | Argentina Grimaldi | …        |  |  |       |  |  |                      |  |  |                       |  |
|                              |   | Argentina Grimaldi | …        |  |  |       |  |  |                      |  |  |                       |  |
| Antonio Alberico I Malaspina |   | Argentina Grimaldi |          |  |  |       |  |  |                      |  |  |                       |  |
|                              |   | …                  | …        |  |  |       |  |  |                      |  |  |                       |  |
|                              |   | …                  | …        |  |  |       |  |  |                      |  |  |                       |  |
|                              |   | …                  | …        |  |  |       |  |  |                      |  |  |                       |  |
| Giovanna Gambacorti          |   | …                  |          |  |  |       |  |  |                      |  |  |                       |  |
|                              |   | …                  | …        |  |  |       |  |  |                      |  |  |                       |  |
|                              |   | …                  | …        |  |  |       |  |  |                      |  |  |                       |  |
|                              |   | …                  | …        |  |  |       |  |  |                      |  |  |                       |  |
| Giacomo I Malaspina          |   | …                  |          |  |  |       |  |  |                      |  |  |                       |  |
|                              | … | …                  |          |  |  |       |  |  |                      |  |  |                       |  |
|                              | … | …                  |          |  |  |       |  |  |                      |  |  |                       |  |
|                              | … | …                  |          |  |  |       |  |  |                      |  |  |                       |  |
| Bartolomeo Malaspina         | … |                    |          |  |  |       |  |  |                      |  |  |                       |  |
|                              |   | …                  | …        |  |  |       |  |  |                      |  |  |                       |  |
|                              |   | …                  | …        |  |  |       |  |  |                      |  |  |                       |  |
|                              |   | …                  | …        |  |  |       |  |  |                      |  |  |                       |  |
| Giovanna Malaspina           |   | …                  |          |  |  |       |  |  |                      |  |  |                       |  |
|                              |   | …                  | …        |  |  |       |  |  |                      |  |  |                       |  |
|                              |   | …                  | …        |  |  |       |  |  |                      |  |  |                       |  |
|                              |   | …                  | …        |  |  |       |  |  |                      |  |  |                       |  |
| Margherita Malaspina         |   | …                  |          |  |  |       |  |  |                      |  |  |                       |  |
|                              |   | …                  | …        |  |  |       |  |  |                      |  |  |                       |  |
|                              |   | …                  | …        |  |  |       |  |  |                      |  |  |                       |  |
|                              |   | …                  | …        |  |  |       |  |  |                      |  |  |                       |  |
|                              |   | …                  |          |  |  |       |  |  |                      |  |  |                       |  |